# Tlenek aktynu(III)
Tlenek aktynu(III), Ac
2O
3 – nieorganiczny związek chemiczny, połączenie tlenu i aktynu na III stopniu utlenienia.

## Otrzymywanie
Ac
2O
3 można otrzymać przez ogrzewanie szczawianu aktynu(III) w temperaturze 1100 °C:
Ac
2(C
2O
4)
3 → Ac
2O
3 + 3CO
2↑ + 3CO↑

## Zastosowanie
Tlenek aktynu(III) można zastosować do otrzymania innych związków aktynu:
- siarczek aktynu(III)(inne języki), Ac
2S
3 w reakcji Ac
2O
3 z siarkowodorem w temperaturze 1400 °C:

Ac
2O
3 + 3H
2S → Ac
2S
3 + 3H
2O↑
- bromek aktynu(III), AcBr
3 w reakcji Ac
2O
3 z bromkiem glinu w temperaturze 800 °C:

Ac
2O
3 + 2AlBr
3 → 2AcBr
3 + Al
2O
3